# Lepilemur sahamalazensis
El lémur saltador de Sahamalaza (Lepilemur sahamalazensis) es una especie de primate estrepsirrino de la familia Lepilemuridae. Como todos los lémures es endémico de la isla de Madagascar.
Tiene una longitud total de entre 51 y 54 centímetros, de los cuales 26-27 cm son la cola. El lémur saltador de Sahamalaza vive en el bosque subhúmedo y algunas zonas boscosas secundarias del noroeste de Madagascar.